# Торговая прибыль
Торговая прибыль — прибыль, являющаяся конечной целью функционирования торгового капитала. При рабовладельческом и феодальном способах производства источником торговой прибыли является часть прибавочного продукта, получаемого рабовладельцами при эксплуатации рабов и феодалами при эксплуатации крестьян и часть продукта, произведённого мелкими товаропроизводителями (крестьянами и ремесленниками) и уступаемая ими купцам, которые реализуют товары. При капиталистическом способе производства источником торговой прибыли является часть прибавочной стоимости, которой промышленный капиталист делится с торговым за услуги по реализации своих товаров.